# 宮崎航空少年団
宮崎航空少年団（みやざきこうくうしょうねんだん）は、日本の宮崎県にある、宮崎空港を拠点とする航空について学ぶ少年団。

## 概要

### 年表
1991年　全国で13番目の航空少年団として、誕生。
2021年　宮崎空港で、30周年記念式典がある。　

### 団長名
改井宣隆